# جون ك. كولمان
جون ك. كولمان (بالإنجليزية: John C. Coleman)‏ هو سياسي أمريكي، ولد في 9 أغسطس 1823، وتوفي في 23 مارس 1919. انتخب عضو مجلس ولاية كاليفورنيا.